# Rudolf Ortlepp
Rudolf Ortlepp (* 20. April 1909 in Stutzhaus; † 2. Januar 1942 in Obojan) war ein deutscher nationalsozialistischer Studentenfunktionär und Gaustudentenführer von Thüringen.

## Leben
Ortlepp war der Sohn eines Baumeisters. Er studierte ab 1930 Theologie, später Pädagogik an der Universität Jena. Er trat 1930 der Burschenschaft Arminia auf dem Burgkeller bei, die ihn allerdings 1935 wegen korporationsfeindlicher Äußerungen ausschloss. Ortlepp war seit 1931 für die NSDAP tätig, trat ihr aber erst zum 1. Mai 1933 bei (Mitgliedsnummer 2.765.006). Er war seit 1931 Mitglied der SA und wurde schon vor 1933 Mitglied der SS. Gegen den Willen seiner Burschenschaft kandidierte er für die NSDStB-Liste Deutschland erwache. Von Februar bis April 1933 amtierte er als AStA-Vorsitzender der Universität Jena, von Mai 1933 bis 1934 war er Führer der Studentenschaft. 1934 wurde er Gaustudentenführer von Thüringen, 1935 Hauptstellenleiter im Gauschulungsamt der NSDAP Thüringen. 1939 zur Wehrmacht eingezogen, fiel er im Januar 1942 in der Sowjetunion. Er war mit dem Eisernen Kreuz I und II sowie dem Infanterie-Sturmabzeichen ausgezeichnet worden.